# Sudáfrica en los Juegos Paralímpicos de Vancouver 2010
Sudáfrica estuvo representada en los Juegos Paralímpicos de Vancouver 2010 por un deportista masculino. El equipo paralímpico sudafricano no obtuvo ninguna medalla en estos Juegos.